# ولمبوسی
ولمبوسی (به لاتین: Velembusi) یک منطقهٔ مسکونی در مونته‌نگرو است که در شهرداری بار واقع شده‌است. ولمبوسی ۹۱۱ نفر جمعیت دارد.